# Romanel-sur-Lausanne
Pour les articles homonymes, voir Romanel.
Romanel-sur-Lausanne est une commune suisse du canton de Vaud, située dans le district de Lausanne. Elle est située entre Cheseaux, et Lausanne.

## Géographie

### Situation

Photo aérienne (1964).

Le territoire de Romanel-sur-Lausanne s'étend sur 2,88 km2. Lors du relevé de 2013-2018, les surfaces d'habitations et d'infrastructures représentaient 39,2 % de sa superficie, les surfaces agricoles 57,6 %, les surfaces boisées 3,5 % et les surfaces improductives 1,0 %.
À 5,5 km au nord-ouest de Lausanne sur la route reliant cette dernière à Echallens et à Yverdon, le village de Romanel est situé à l'extrémité sud du grand plateau du Jorat. Le centre du village se trouve à une altitude de 590 mètres et l'altitude moyenne du village est 628 mètres. Son territoire touche ceux du Mont-sur-Lausanne, de Lausanne (enclaves du Taulard et de Vernand), de Jouxtens-Mézery et de Prilly.

### Transports publics
La commune de Romanel-sur-Lausanne est desservie par la ligne de train régionale du chemin de fer Lausanne-Échallens-Bercher (LEB) qui s'arrête à la gare de Romanel-sur-Lausanne.

## Toponymie
Romanel est formé avec le nom de personne latin Romanus (que l'on trouve également en allemand sous la forme Ruman et qui a donné par exemple Romanshorn) et du suffixe diminutif -ellu, ou -ella. La forme composée Romanel-sur-Lausanne est une forme tardive qui sert à distinguer cette commune de Romanel-sur-Morges.
Premières mentions : 1182, Romanel. — 1184, apud Romanes. — avant 1185, Romaneaus. — 1220, Petrus de Romanel.

## Économie
La source La Providence a permis la fabrication par la marque Henniez de la limonade Romanette, sur place de 1938 à 1979, année où la marque a été vendue et la production délocalisée. La marque Romanette, inspirée du nom de Romanel-sur-Lausanne a cessé d'être fabriquée de 1990 à 2014, année où la production a repris ailleurs.

## Population

### Gentilé et surnom
Les habitants de la commune se nomment les Romanellois.
Ils sont surnommés Lè Buya-tsa (en patois « ceux qui ébouillantent les chats » ou « les lessive-chats », une légende racontant qu'un chat se serait enfilé dans un tas de linge sale pour faire sa sieste et se serait retrouvé dans une marmite à être lavé),.

### Démographie

#### Évolution de la population
La commune compte 3 991 habitants au 31 décembre 2023 pour une densité de population de 1 386 hab/km2. Sur la période 2010-2023, sa population a augmenté de 21,8 % (canton : 18,6 % ; Suisse : 9,4 %).  

#### Pyramide des âges
En 2023, le taux de personnes de moins de 30 ans s'élève à 34,5 %, au-dessous de la valeur cantonale (34,6 %). Le taux de personnes de plus de 60 ans est quant à lui de 23,1 %, alors qu'il est de 22,5 % au niveau cantonal.
La même année, la commune compte 1 978 hommes pour 2 013 femmes, soit un taux de 49,6 % d'hommes, supérieur à celui du canton (49,1 %).
| Hommes | Classe d’âge | Femmes |
| ------ | ------------ | ------ |
| 0,6    | 90 ans ou +  | 1,4    |
| 6,9    | 75 à 89 ans  | 9,0    |
| 13,1   | 60 à 74 ans  | 15,2   |
| 19,1   | 45 à 59 ans  | 20,3   |
| 24,4   | 30 à 44 ans  | 21,1   |
| 19,5   | 15 à 29 ans  | 17,5   |
| 16,4   | - de 14 ans  | 15,5   |

| Hommes | Classe d’âge | Femmes |
| ------ | ------------ | ------ |
| 0,6    | 90 ans ou +  | 1,4    |
| 6,5    | 75 à 89 ans  | 8,7    |
| 13,5   | 60 à 74 ans  | 14,3   |
| 20,9   | 45 à 59 ans  | 20,9   |
| 22,3   | 30 à 44 ans  | 21,7   |
| 19,6   | 15 à 29 ans  | 17,7   |
| 16,6   | - de 14 ans  | 15,3   |

### Éducation
Romanel dispose de 3 établissements scolaires : le collège des Esserpys, pour les 1re et 2e années HarmoS, le collège du Rosset, pour les 3e et 4e années, et le collège de Prazqueron, pour les années scolaires allant de la 1re HarmoS à la 6e année HarmoS.

## Culture et patrimoine

### Patrimoine bâti
Une chapelle est attestée en 1373, sans doute dédiée à saint Vincent et alors dépendante de l'église de Saint-Laurent à Lausanne. L'édifice est reconstruit en 1717-1718 sur les plans de l'architecte lausannois Guillaume Delagrange. Le temple devient une annexe de Cheseaux-sur-Lausanne en 1837, de Prilly en 1846, puis à nouveau de Cheseaux en 1849.
Le bâtiment reçoit une nouvelle façade en 1866, est restauré à l'intérieur en 1929, et à l'extérieur en 1952 et 1972.

### Héraldique
De gueules à la fontaine d'argent, au chef du même. Ces armoiries ont été adoptées en 1930. Les émaux rappellent que ce territoire relevait autrefois de la seigneurie de Lausanne. La fontaine héraldique évoque les sources alcalines de Romanel, connues déjà anciennement, puis oubliées mais retrouvées en 1879 à proximité du village, et alors baptisées « Source Providence ».